# Iglesia Bautista del Monte Sion (Miami)
La Iglesia Bautista del Monte Sion (en inglés: Mount Zion Baptist Church) es una iglesia histórica ubicada en Miami, Florida. La Iglesia Bautista del Monte Sion se encuentra inscrita  en el Registro Nacional de Lugares Históricos desde el 29 de diciembre de 1988. Forma parte del Downtown Miami MRA. 

## Ubicación
La Iglesia Bautista del Monte Sion se encuentra dentro del condado de Miami-Dade en las coordenadas 25°46′21″N 80°11′57″O / 25.7725, -80.199167.